# Гучава (притока Золної)
Гучава (словац. Hučava) — річка, ліва притока річки Золної, протікає в округах Банська Бистриця і Зволен.
Довжина — 36 км.
Витік знаходиться в масиві Поляна на висоті приблизно 1330 метрів.
Впадає у Золну на висоті 317 метрів біля міської частини Золна Зволена.